# Frøken Alfabet
«Frøken Alfabet» —en español: «Señora Alfabeto»— es una canción compuesta por Ernst Aas, publicada en 1960 e interpretada en noruego por Jens Book-Jenssen. Participó en la primera edición del Melodi Grand Prix.

## Festival de Eurovisión

### Melodi Grand Prix 1960
Esta canción participó en el Melodi Grand Prix, celebrado en dos ocasiones ese año —la semifinal en el 2 de febrero y la final, presentada por Erik Diesen y Odd Gythe, el 20 de febrero—. La canción fue interpretada en cuarto lugar el día de la semifinal por Book-Jenssen, precedida por Inger Jacobsen con «Et sommereventyr» y seguida por Jacobsen con «En drøm er alt». Finalmente, quedó en cuarto puesto de 11, con 28 puntos y pasando así a la final.
El día de la final, la canción fue interpretada en quinto lugar por Per Müller, precedida por Siss Hartmann con «Et sommereventyr» y seguida por Elisabeth Granneman con «Voi Voi», finalizando en un sexto puesto (último) de 6 con 59 puntos.